# Uppsala hälsobrunn
Uppsala hälsobrunn började användas som hälsokälla på 1720-talet, efter det att Urban Hjärne upptäckt den och låtit analysera det järnhaltiga vattnet. Den ligger på Kronåsen söder om Uppsalas stadscentrum. 
Det första brunnshuset över hälsokällann uppfördes troligen 1765 och det nuvarande 1819.
År 1839 tog brunnsdrickandet fart, då Uppsala Brunns Sällskap bildades av en handelsman och två apotekare från Uppsala. Förutom brunnsdrickning erbjöds bad i enklare former. Uppsala hälsobrunn var en sommarverksamhet med karaktär av ett lokalt sommarnöje för dagsutflykter av borgare i Uppsala. Det fanns vare sig restaurang eller logimöjligheter där. För förströelse fanns bland annat en kägelbana samt en parkanläggning för promenader.
Från 1870-talet skedde en nedgång och 1889 upphörde verksamheten.

## Byggnaderna
Brunnshuset från 1819 har en stomme av panelklätt stolpverk med tre stockvarv och är klätt med hyvlad, spontad panel. På baksidan finns en utbyggnad som rymmer brunnen. 
Brunnspaviljongen har en stomme i resvirke och är klädd med hyvlad panel. Den uppfördes 1839 av brunnssällskapet som samlings- och andaktslokal. Den har fasader i klassicistisk stil och ett plåttäckt, avvalmat sadeltak. Byggnaden köptes 1889 av Upplands regemente och användes först av regementets musikkår och därefter som mäss för underbefäl och senare som signalförråd. Det restaurerades 1977.
De två byggnaderna ingår i byggnadsminnet Uppsala hälsobrunn och Eklundshof, som består av sammanlagt åtta byggnader: förutom Brunnspaviljongen och Brunnshuset Eklundshofs värdshus, Marketenteriet, Officerspaviljongen, Gevärsförrådet, Persedelförrådet och Ammunitionsförrådet. Området angränsar i söder till byggnadsminnet Polacksbacken.